# Juan Carlos Cortázar
Juan Carlos Cortázar (Lima, 1964) es un escritor y sociólogo peruano radicado en Chile. Varias de sus obras se enmarcan en narrativas relacionadas con temáticas LGBT.

## Biografía
Realizó estudios universitarios de sociología en la Pontificia Universidad Católica del Perú. Durante su juventud participó en militancia política y religiosa, esta segunda relacionada con la teología de la liberación. Posteriormente realizó un doctorado en gerencia pública en Londres.
Salió del armario como hombre homosexual a los 42 años, época para cual ya había estado casado y contaba con hijos.
Su primera obra fue la novela corta Tantos angelitos, que publicó en 2012 en Argentina. A esta le siguió la colección de cuentos Animales peligrosos (2014) y la novela Cuando los hijos duermen (2016), que sigue a una pareja de hombres llamados Adrián y César que se aman pero que tienen familias heterosexuales.
Su colección de cuentos El inmenso desvío, publicada en 2018, aborda desde distintas perspectivas el homoerotismo y personajes LGBT. Varios de los relatos de la colección tienen lugar en el Distrito de Independencia, donde el autor vivió entre 1989 y 1992.
En 2020 publicó la novela Como si nos tuvieran miedo, que sigue la historia de dos mujeres transgénero peluqueras en 1992 durante el conflicto armado interno entre el Estado peruano y los grupos subversivos Sendero Luminoso y MRTA.

## Obras
Entre sus obras se cuentan las siguientes publicaciones:
- Tantos angelitos (2012), novela
- Animales peligrosos (2014), cuentos
- Cuando los hijos duermen (2016), novela
- La embriaguez de Noé (2016), cuentos
- El inmenso desvío (2018), cuentos
- Como si nos tuvieran miedo (2020), novela